# Triángulo (serie de televisión)
Triángulo (en hangul, 트라이앵글; romanización revisada, Teulaiaenggeul), es una serie de televisión surcoreana transmitida por MBC desde el 5 de mayo hasta el 29 de julio del 2014, protagonizada por Kim Jae Joong, Im Si-wan, Oh Yeon Soo y Baek Jin Hee.
La serie cuenta la historia de tres hermanos que se vuelven a reunir 20 años después, fue dirigida por Yoo Cheol Yong, Choi Jung Kyu y escrita por Choi Wan Kyu (Swallow the Sun).

## Argumento
Tras la muerte de sus padres en un accidente de coche, tres hermanos pequeños se separan perdiendo durante mucho tiempo el contacto
Jang Dond Soo es el hermano mayor, detective en el cuerpo de policía, igual que lo fue su padre. Su deseo es encontrar a sus hermanos menores y reunirse de nuevo. Se enfrenta con su compañero de trabajo, por problemas laborales, pero terminará siendo su mejor amigo.
Jang Dond Chul es el hermano mediano, ha crecido en la calle como un pequeño delincuente. Para poder sobrevivir termina siendo el jefe de una banda criminal y para ocultar su identidad utiliza el nombre de Heo Young Dal.
El hermano pequeño, Jang Dong Woo fue adoptado por una familia rica, que le pone el nombre de Yan Ha. Terminará siendo el heredero de las empresas de la familia, con el tiempo su mentalidad se vuelve materialista y lo único que le preocupa es el dinero. Su visión del mundo, cambiará cuando conoce a Oh Jung Hee, una muchacha de origen humilde que trabaja en uno de los casinos de su propiedad.
Todo cambiará cuando sus caminos se crucen inesperadamente, después de veinte años.

## Reparto

### Personajes principales
- Kim Jae Joong como Jang Dong Chul / Heo Young Dal.[1]
- Lee Beom Soo (Adulto)
  - Noh Young Hak (Joven) como Jang Dong Soo.
- Im Si-wan como Jang Dong Woo / Yoon Yang Ha.
- Oh Yeon Soo (Adulta)
  - Kim So Hyun (Joven) como Hwang Shin Hye.
- Baek Jin Hee como Oh Jung Hee.

### Personajes secundarios
- Park Ji Yeon como Sung Yoo Jin.
- Kang Shin Il como Hwang Jung Man.
- Jang Dong Jik como Hyun Pil Sang.
- Kim Byung Ki como Presidente Yoon.
- Hong Seok Cheon como Man Kang.
- Lee Yoon Mi como Madam Jang.
- Shin Seung-hwan como Yang Jang Soo.[3]
- Im Ha Ryong como Yang Man Choon.
- Kim Ji Young como Abuela de Jung Hee.
- Kim Joo Yeob como Oh Byung Tae.
- Park Min Soo como Oh Byung Soo.
- Jung Ji Yoon como Kang Hyun Mi.
- Jo Won Hee como Kang Chul Min.
- Wi Yang Ho como Tak Jae Geol.
- Park Hyo Joo como Kang Jin.
- Son Ji Hoon como Detective Lee.
- Im Ki Hyuk como Detective Min.
- Kim Byung Ok como Go Bok Tae.
- Jo Sung Hyun como Kim Sang Moo.
- Yeo Ho Min como Gong Soo Chang.
- Jung Kyung Soon como Sra. Paju.
- Naya como Lee Soo Jung.
- Baek Shin como Detective Gook.
- Park Won Sook como Heo Choon Hee.
- Choo Sung Hoon (cameo)
- Park Sang-myun.

## Banda sonora
- Ailee - «Day by Day».
- Kim Jae Joong (JYJ) - «Though I Hate It».
- Jo Kyu Chan - «Ballad Is A Lie».
- The Hidden - «Only You».
- Kim Jae Joong - «Coincidence».
- Park Ji Yeon (T-ara) & Shorry J (Feat. Seung Hee) - «Kiss and Cry».

## Recepción

### Audiencia
En azul la audiencia más baja y en rojo la más alta, correspondientes a las empresas medidoras TNms y AGB Nielsen.
| Ep. #    | Fecha de estreno    | Share        | Share        | Share       | Share       |
| Ep. #    | Fecha de estreno    | TNmS Ratings | TNmS Ratings | AGB Nielsen | AGB Nielsen |
| Ep. #    | Fecha de estreno    | Nacional     | Seúl         | Nacional    | Seúl        |
| -------- | ------------------- | ------------ | ------------ | ----------- | ----------- |
| 1        | 5 de mayo de 2014   | 9.0 %        | 10.3 %       | 8.9 %       | 9.7 %       |
| 2        | 6 de mayo de 2014   | 8.6 %        | 10.2 %       | 9.6 %       | 11.1 %      |
| 3        | 12 de mayo de 2014  | 7.1 %        | 8.9 %        | 7.5 %       | 8.1 %       |
| 4        | 13 de mayo de 2014  | 7.4 %        | 8.9 %        | 7.4 %       | 7.9 %       |
| 5        | 19 de mayo de 2014  | 7.0 %        | 8.2 %        | 7.3 %       | 8.2 %       |
| 6        | 20 de mayo de 2014  | 7.5 %        | 8.8 %        | 6.8 %       | 7.1 %       |
| 7        | 26 de mayo de 2014  | 6.9 %        | 8.5 %        | 6.7 %       | 6.9 %       |
| 8        | 27 de mayo de 2014  | 7.7 %        | 9.5 %        | 6.3 %       | 5.8 %       |
| 9        | 2 de junio de 2014  | 6.6 %        | 8.2 %        | 6.4 %       | 7.3 %       |
| 10       | 3 de junio de 2014  | 7.3 %        | 8.7 %        | 6.7 %       | 7.0 %       |
| 11       | 9 de junio de 2014  | 7.0 %        | 8.5 %        | 6.2 %       | 6.7 %       |
| 12       | 10 de junio de 2014 | 6.9 %        | 8.8 %        | 6.2 %       | 6.9 %       |
| 13       | 16 de junio de 2014 | 7.1 %        | 8.9 %        | 5.7 %       | 6.2 %       |
| 14       | 17 de junio de 2014 | 7.7 %        | 9.4 %        | 7.7 %       | 8.2 %       |
| 15       | 23 de junio de 2014 | 8.0 %        | 10.4 %       | 7.5 %       | 7.7 %       |
| 16       | 24 de junio de 2014 | 9.2 %        | 11.8 %       | 8.6 %       | 9.2 %       |
| 17       | 30 de junio de 2014 | 8.2 %        | 10.5 %       | 7.4 %       | 8.0 %       |
| 18       | 1 de julio de 2014  | 8.4 %        | 10.2 %       | 8.9 %       | 10.0 %      |
| 19       | 7 de julio de 2014  | 8.3 %        | 11.1 %       | 9.0 %       | 10.0 %      |
| 20       | 8 de julio de 2014  | 8.6 %        | 11.8 %       | 9.5 %       | 10.3 %      |
| 21       | 14 de julio de 2014 | 7.9 %        | 10.9 %       | 9.1 %       | 10.4 %      |
| 22       | 15 de julio de 2014 | 9.5 %        | 12.7 %       | 10.0 %      | 11.2 %      |
| 23       | 21 de julio de 2014 | 8.8 %        | 11.2 %       | 9.5 %       | 9.9 %       |
| 24       | 22 de julio de 2014 | 9.1 %        | 11.5 %       | 10.0 %      | 11.6 %      |
| 25       | 28 de julio de 2014 | 8.8 %        | 11.6 %       | 9.2 %       | 10.5 %      |
| 26       | 29 de julio de 2014 | 10.3 %       | 13.2 %       | 10.5 %      | 12.2 %      |
| Promedio | Promedio            | 8.0 %        | 10.1 %       | 8.0 %       | 8.8 %       |

### Premios y nominaciones
| Año  | Premio                                       | Categoría                                                           | Nominado      | Resultado |
| ---- | -------------------------------------------- | ------------------------------------------------------------------- | ------------- | --------- |
| 2014 | 7th Korea Drama Awards                       | Premio a la alta excelencia, actor                                  | Kim Jae Joong | Ganador   |
| 2014 | 16th Seoul International Youth Film Festival | Mejor actriz joven                                                  | Park Ji Yeon  | Nominado  |
| 2014 | MBC Drama Awards                             | Premio a la alta excelencia, actor en un drama de proyecto especial | Lee Beom Soo  | Nominado  |
| 2014 | MBC Drama Awards                             | Premio a la excelencia, actor en un drama de proyecto especial      | Kim Jae Joong | Nominado  |
| 2014 | MBC Drama Awards                             | Premio a la excelencia, actriz en un drama de proyecto especial     | Baek Jin Hee  | Ganador   |
| 2014 | MBC Drama Awards                             | Mejor actor nuevo                                                   | Yim Si Wan    | Ganador   |

## Emisión internacional
- Hong Kong: TVB Korean Drama
- Japón: DATV y CS TV
- Singapur: OnK TV
- Tailandia: PPTV HD